# Bạch cầu
Bạch cầu (tên khoa học: leukocytes, tiếng Anh là White blood cells, immune cells hoặc immunocytes) là các tế bào của hệ miễn dịch tham gia bảo vệ cơ thể chống lại cả bệnh truyền nhiễm lẫn những tác nhân xâm nhập từ bên ngoài. Bạch cầu gồm ba phân nhóm chính: bạch cầu hạt, lympho bào và bạch cầu đơn nhân.
Mọi bạch cầu đều ra đời và bắt nguồn từ tế bào đa năng ở tủy xương, hay gọi là tế bào gốc tạo máu. Bạch cầu có mặt ở khắp cơ thể, gồm cả máu và hệ bạch huyết. Mọi bạch cầu đều có nhân tế bào, giúp phân biệt chúng với các tế bào máu khác, như hồng cầu (RBC) và tiểu cầu không có nhân. Những tế bào bạch cầu khác nhau thường được phân loại theo dòng tế bào (tế bào tủy hoặc lympho bào). Bạch cầu là một phần của hệ miễn dịch trong cơ thể. Chúng giúp cơ thể kháng lại nhiễm trùng và những bệnh khác. Bạch cầu gồm các loại bạch cầu hạt (bạch cầu ái toan, bạch cầu ưa acid và bạch cầu ưa kiềm), và bạch cầu không hạt (bạch cầu đơn nhân và lympho bào (tế bào T và tế bào B)). Tế bào tủy (myelocytes) gồm bạch cầu hạt trung tính, bạch cầu ưa acid, dưỡng bào, bạch cầu ưa kiềm và bạch cầu đơn nhân. Bạch cầu đơn nhân còn được chia nhỏ nữa thành tế bào tua và đại thực bào. Tế bào đơn nhân, đại thực bào và bạch cầu hạt trung tính là thực bào. Lympho bào (lymphocytes) gồm tế bào T (chia nhỏ nữa thành tế bào T hỗ trợ, tế bào ghi nhớ T, tế bào T độc sát), tế bào B (chia nhỏ nữa thành tế bào huyết tương và tế bào ghi nhớ B), và tế bào NK. Về mặt lịch sử, bạch cầu được phân loại theo đặc điểm hình dạng (bạch cầu hạt và bạch cầu không hạt), song hệ thống phân loại này ít được dùng hơn ngày nay. Sau khi ra đời ở tủy xương, bạch cầu bảo vệ cơ thể chống lại nhiễm trùng và bệnh tật. Lượng bạch cầu dư thừa thường là do nhiễm trùng hoặc chứng viêm. Ở trường hợp ít gặp hơn, số lượng bạch cầu cao có thể chỉ ra một số bệnh ung thư máu hoặc rối loạn tủy xương nhất định.
Số lượng bạch cầu trong máu thường là dấu hiệu của bệnh, thế nên số bạch cầu là một phân nhóm quan trọng của công thức máu. Số bạch cầu bình thường thường rơi vào khoảng 4 × 109/L đến 1.1 × 1010/L. Ở Hoa Kỳ, số bạch cầu thường là 4.000 đến 11.000 bạch cầu trên mỗi µL máu. Bạch cầu chiếm khoảng 1% tổng thể tích máu ở người trưởng thành khỏe mạnh, làm cho chúng ít hơn đáng kể so với hồng cầu ở mức 40% đến 45%. Tuy nhiên, 1% lượng máu này tạo nên khác biệt lớn với sức khỏe, vì miễn dịch phụ thuộc vào lượng máu ấy. Sự gia tăng bạch cầu vượt quá giới hạn được gọi là chứng tăng bạch cầu (leukocytosis). Hiện tượng này là bình thường vì tăng bạch cầu là một phần của phản ứng miễn dịch khỏe mạnh, và nó xảy ra thường xuyên. Đôi khi tăng bạch cầu có dấu hiệu bất thường, khi nó có nguồn gốc từ khối u hoặc tự miễn dịch. Sự tụt giảm bạch cầu dưới giới hạn được gọi là hạ bạch cầu. Hiện tượng cho thấy hệ miễn dịch bị suy giảm.

## Thuật ngữ
Từ "white blood cell" (từ nguyên tiếng Anh của "bạch cầu") xuất phát từ hình dạng vật lý của mẫu máu sau khi ly tâm. Bạch cầu được tìm thấy ở buffy coat - một lớp tế bào có nhân mỏng và màu trắng nằm giữa hồng cầu lắng và huyết tương. Thuật ngữ khoa học leukocyte phản ánh trực tiếp miêu tả này. Thuật ngữ xuất phát từ gốc tiếng Hy Lạp leuk- (nghĩa là "màu trắng") và cyt- (nghĩa là "tế bào"). Đôi khi buffy coat có thể là màu xanh lục nếu có nhiều bạch cầu hạt trung tính trong mẫu phẩm, do sản phẩm chúng tạo ra là enzym chứa hem myeloperoxidase gây nên.

## Phân loại

### Tổng quan
Mọi tế bào bạch cầu đều có nhân, giúp phân biệt chúng với hồng cầu và tiểu cầu không nhân. Các loại bạch cầu có thể phân theo phương thức chuẩn. Hai cặp nhóm rộng nhất phân loại chúng theo cấu trúc (bạch cầu hạt hoặc bạch cầu không hạt) hoặc theo dòng tế bào (tế bào tủy hoặc tế bào lympho). Những nhóm rộng nhất này có thể được chia thành năm loại chính nữa: bạch cầu hạt trung tính, bạch cầu ưa acid, bạch cầu ưa kiềm, lympho bào và bạch cầu đơn nhân. Một cách hay để ghi nhớ tỷ lệ tương đối của các loại cầu trong tiếng Anh là "Never Let Monkeys Eat Bananas". Những loại này được phân biệt theo đặc điểm vật lý và chức năng của chúng. Bạch cầu đơn nhân và bạch cầu hạt trung tính là thực bào. Ngoài ra có thể chia làm các phân nhóm nữa.
Bạch cầu hạt khác với bạch cầu không hạt ở hình dạng nhân (nhân bạch cầu hạt có hình thùy còn nhân bạch cầu không hạt có hình tròn, tức là đa nhân so với đơn nhân) và hạt nhỏ ở tế bào chất của chúng (bất kể là có chúng hoặc không, hay chính xác hơn là nhìn được chúng qua kính hiển vi hay không). Phép phân đôi kia là theo dòng: tế bào tủy (bạch cầu hạt trung tính, bạch cầu đơn nhân, bạch cầu ưa acid và bạch cầu ưa kiềm) khác với tế bào lympho (lympho bào) ở dòng hình thành máu (dòng biệt hóa tế bào). Bên cạnh đó, lympho bào có thể được phân thành tế bào T, tế bào B và tế bào NK.
| Loại                    | Ngoại hình    | Ngoại hình  | Số % ở người trưởng thành Xem them: Giá trị máu | Đường kính (μm)                                         | Mục tiêu chính | Nhân                  | Hạt nhỏ                              | Tuổi thọ                                                                   |
| Loại                    | (ảnh hiển vi) | (minh hoạt) | Số % ở người trưởng thành Xem them: Giá trị máu | Đường kính (μm)                                         | Mục tiêu chính | Nhân                  | Hạt nhỏ                              | Tuổi thọ                                                                   |
| ----------------------- | ------------- | ----------- | ----------------------------------------------- | ------------------------------------------------------- | --- | --------------------- | ------------------------------------ | -------------------------------------------------------------------------- |
| Bạch cầu hạt trung tính |               |             | 62%                                             | 12–15                                                   | - Vi khuẩn - Nấm | Nhiều thùy            | Mịn, hơi ngả màu hồng (nhuộm H&E)    | Sáu giờ – vài ngày (ngày trong lá lách và mô khác)                         |
| Bạch cầu ưa acid        |               |             | 2,3%                                            | 12–15 (lớn hơn một chút so với bạch cầu hạt trung tính) | - Vật ký sinh lớn hơn - Điều chỉnh phản ứng viêm dị ứng | Hai thùy              | Đầy màu hồng cam (nhuộm H&E)         | 8–12 ngày (lưu thông trong 4–5 giờ)                                        |
| Bạch cầu ưa kiềm        |               |             | 0,4%                                            | 12–15 (nhỏ hơn một chút so với bạch cầu hạt trung tính) | - Giải phóng histamin trước phản ứng viêm | Hai thùy hoặc ba thùy | Màu xanh dương lớn                   | Vài giờ đến vài ngày                                                       |
| Lympho bào              |               |             | 30%                                             | Lympho bào nhỏ, từ 7–8 Lympho bào lớn, từ 12–15         | - Tế bào B: giải phóng kháng thể và hỗ trợ kích hoạt tế bào T. - Tế bào T: - Tế bào T hỗ trợ CD4+: kích hoạt và điều chỉnh tế bào B và T. - Tế bào T độc sát CD8+: các tế bào bị nhiễm virus và khối u. - Tế bào T gamma delta: cần nối giữa phản ứng của miễn dịch tự nhiên và miễn dịch thu được; thực bào. - Tế bào T điều hòa: Đưa chức năng của hệ thống miễn dịch trở lại bình thường sau khi bị nhiễm bệnh; ngăn tự miễn dịch - Tế bào NK: các tế bào bị nhiễm virus và khối u. | Nhuộm sâu, lệch tâm   | Tế bào NK và tế bào T độc sát (CD8+) | Mất nhiều năm để ghi nhớ tế bào, và nhiều tuần để ghi nhớ những phần khác. |
| Bạch cầu đơn nhân       |               |             | 5,3%                                            | 15–30                                                   | Bạch cầu đơn nhân chuyển từ máu đến các mô khác và biệt hóa thành đại thực bào trú trong mô, tế bào Kupffer trong gan. | Hình quả thận.        | Không có.                            | Hàng giờ đến hàng ngày.                                                    |

### Bạch cầu hạt trung tính

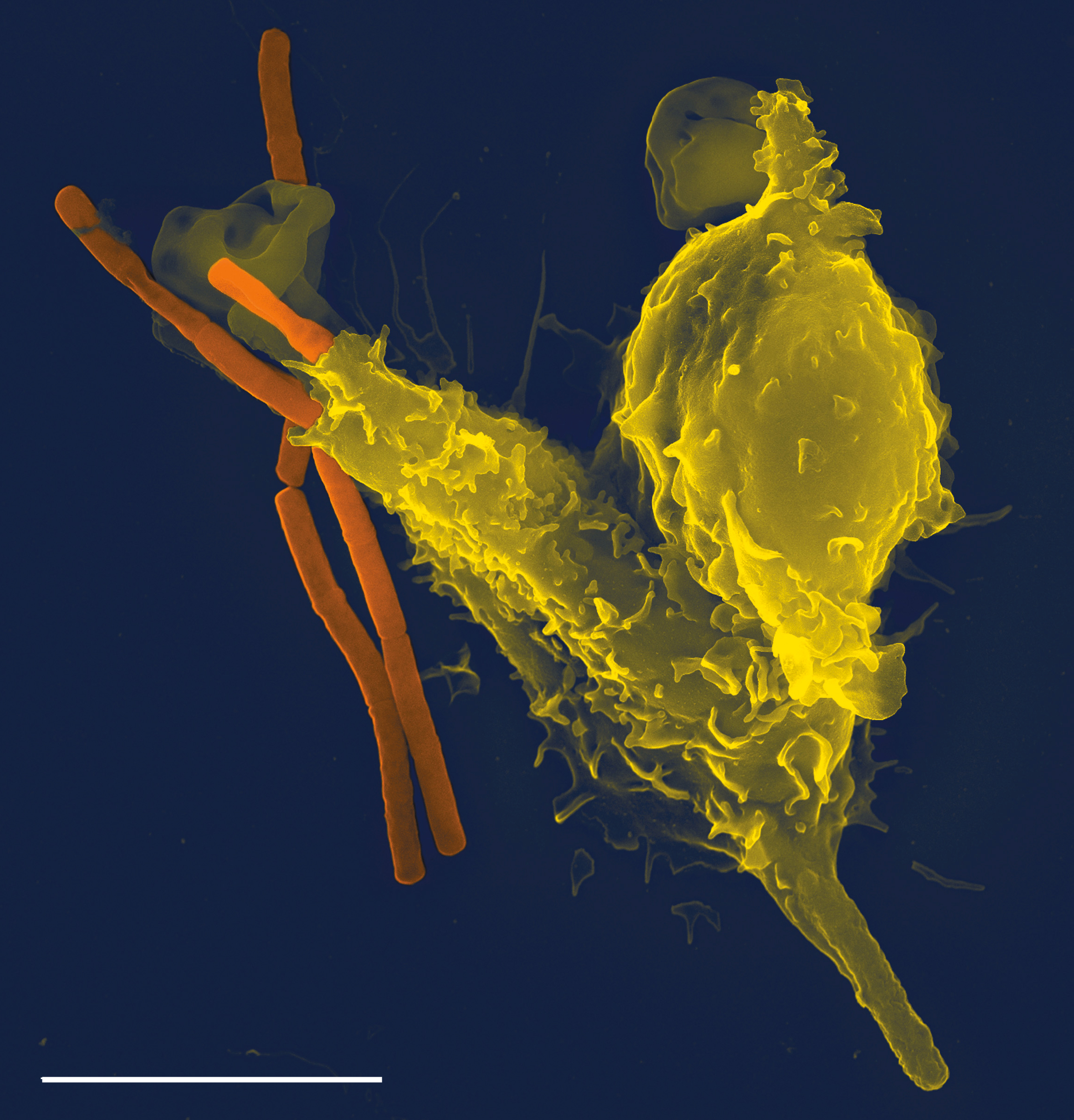
Bạch cầu hạt trung tính bao bọc vi khuẩn than

Bạch cầu hạt trung tính là loại bạch cầu đông đảo nhất, chiếm 60–70% lượng bạch cầu lưu thông. Chúng bảo vệ cơ thể nhằm chống lại sự truyền nhiễm từ vi khuẩn và nấm. Chúng thường là những yếu tố phản ứng đầu tiên với truyền nhiễm của vi sinh vật; chúng hoạt động rồi chết với số lượng lớn tạo thành mủ. Chúng thường được xem là bạch cầu đa nhân (polymorphonuclear/PMN leukocytes), song theo phương diện kỹ thuật, PMN dùng để chỉ mọi bạch cầu hạt. Chúng có nhân nhiều thùy, gồm từ ba đến năm thùy kết nối với nhau bằng các sợi mảnh. Đặc điểm này khiến cho bạch cầu hạt trung tính có cấu trúc bên ngoài mang nhiều nhân, do đó mới được gọi là bạch cầu đa nhân. Tế bào chất có thể ở dạng trong suốt do các hạt nhỏ có màu tím nhạt khi được nhuộm. Bạch cầu hạt trung tính hoạt động ở vi khuẩn thực bào và có mặt tại rất nhiều mủ của vết thương. Những tế bào này không thể làm mới lysosome (dùng để tiêu hóa vi sinh vật) và chết sau khi thực bào một số mầm bệnh. Bạch cầu hạt trung tính là loại tế bào phổ biến nhất có ở các giai đoạn đầu của viêm nhiễm cấp tính. Vòng đời trung bình của bạch cầu hạt trung tính bất hoạt trong hệ tuần hoàn của người được cho là từ 5 đến 135 giờ, theo những cách tính khác nhau.

### Bạch cầu ưa acid
Bạch cầu ưa acid chiếm khoảng 2–4% lượng bạch cầu lưu thông trong máu. Con số này dao động trong ngày, theo mùa và trong kỳ kinh nguyệt. Nó có dấu hiệu tăng nhằm phản ứng với dị ứng, nhiễm ký sinh, bệnh collagen, bệnh ở lách và hệ thần kinh trung ương. Chúng hiếm khi có trong máu, nhưng lại có rất nhiều ở niêm mạc của đường hô hấp, tiêu hóa và đường tiết niệu dưới.
Chúng chủ yếu đối phó với các bệnh lây nhiễm ký sinh. Bạch cầu đơn nhân cũng là tế bào viêm chiếm số đông trong các phản ứng dị ứng. Những nguyên nhân quan trọng nhất gây chứng tăng bạch cầu ưa acid gồm các dạng dị ứng như hen phế quản, sốt cỏ khô, phong ngứa và nhiễm ký sinh. Chúng tiết ra chất hóa học tiêu diệt các ký sinh trùng lớn, như giun móc và sán dây - những ký sinh trùng này quá lớn để bất kỳ bạch cầu nào tiến hành thực bào. Nhìn chung, nhân của chúng có thùy đôi, các thùy được kết nối bằng một sợi mảnh. Tế bào chất chứa đầy các hạt nhỏ có màu cam đặc trưng do bị nhuộm ưa acid.

### Bạch cầu ưa kiềm
Bạch cầu ưa kiềm có chức năng phản ứng với dị ứng và kháng nguyên bằng cách giải phóng hóa chất histamin gây ra giãn mạch máu. Vì chúng là loại hiếm nhất trong số các bạch cầu (chiếm chưa đầy 0,5%) và có chung đặc tính hóa lý với các bạch cầu khác, nên khó mà nghiên cứu được chúng. Có thể nhận diện chúng bằng một số hạt nhỏ thô màu tím sẫm, làm cho loại bạch cầu này có màu xanh lam. Nhân của chúng có hai hoặc ba thùy, nhưng khó mà thấy được nhân vì một số hạt nhỏ thô đã che mất nhân.
Chúng tiết ra hai hóa chất nhằm bảo vệ cơ thể: histamin và heparin. Histamin có chức năng làm giãn mạch máu và tăng cường lưu thông máu tới các mô bị tổn thương. Nó còn làm cho mạch máu dễ thấm hơn, để bạch cầu hạt trung tính và protein làm đông máu có thể thâm nhập vào mô liên kết dễ dàng hơn. Heparin là chất chống đông, làm ức chế đông máu và thúc đẩy chuyển động của bạch cầu vào một vùng của cơ thể. Bạch cầu ưa kiềm cũng có thể phát tín hiệu hóa học thu hút bạch cầu ưa acid và bạch cầu hạt trung tính tới vùng bị nhiễm bệnh.

### Lympho bào
Lympho bào phổ biến ở hệ lympho hơn nhiều so với ở trong máu. Dấu hiệu nhận biết lympho bào là nhân nhuộm nằm sâu bên trong, có thể nằm ở vị trí lệch tâm và một lượng tương đối nhỏ tế bào. Lympho bào gồm:
- Tế bào B tạo kháng thể có thể liên kết với mầm bệnh, chặn mầm bệnh xâm nhập, kích hoạt bổ thể và tăng cường tiêu diệt mầm bệnh.[19]
- Tế bào T:
  - Tế bào T hỗ trợ CD4+: Tế bào T trình diện đồng thụ quan CD4, còn gọi là tế bào T CD4+. Những tế bào này có thụ quan tế bào T và phân tử CD4 kết hợp với nhau, rồi liên kết với peptide kháng nguyên được trình diện trên các phân tử phức hợp phù hợp mô chủ yếu (MHC) cấp độ II trong tế bào trình diện kháng nguyên.[20] Tế bào T hỗ trợ tạo ra cytokine và thực hiện các chức năng khác giúp điều phối phản ứng miễn dịch. Trong bệnh lây HIV, những tế bào T này là nhân tố chính xác định tính toàn vẹn của hệ miễn dịch ở cá thể.[21]
  - Tế bào T độc sát CD8+: Tế bào T trình diện  đồng thụ quan CD8, còn gọi là tế bào T CD8+. Những tế bào này liên kết với kháng nguyên được trình diện trên phức hợp MHC cấp độ I của tế bào bị nhiễm virus hoặc tế bào khối u và tiêu diệt chúng. Gần như toàn bộ tế bào có nhân đều trình diện MHC cấp độ I.
  - Tế bào T γδ sở hữu một thụ quan tế bào T khác (khác với αβ TCR có ở tế bào T - CD4+ và CD8+ thông thường).[22] Tế bào γδ hiện diện phổ biến ở mô hơn là ở máu, có chung đặc điểm của tế bào T hỗ trợ, tế bào T độc sát và tế bào NK.
- Tế bào NK có thể tiêu diệt tế bào không trình diện phân tử MHC cấp độ I,[23] hoặc trình bày các dấu hiệu căng thẳng như MHC cấp độ I chuỗi A liên quan polypeptide (MIC-A). Dấu hiệu giảm biểu hiện MHC cấp độ I và tăng số thụ quan MIC-A (trên tế bào đích) có thể xảy ra khi tế bào bị nhiễm virus hoặc trở thành ung thư.

### Bạch cầu đơn nhân
Bạch cầu đơn nhân (loại bạch cầu lớn nhất) có chung chức năng "hút bụi" (thực bào) như bạch cầu hạt trung tính, nhưng có tuổi đời lâu hơn vì chúng có vai trò thêm: chúng trình diện các mảnh mầm bệnh cho tế bào T để mầm bệnh bị nhận diện lần nữa và bị tiêu diệt. Vai trò này làm hình thành phản ứng của kháng thể. Cuối cùng bạch cầu đơn nhân rời khỏi dòng máu và trở thành mô đại thực bào - nó loại bỏ vụn tế bào chết cũng như tấn công vi sinh vật. Bạch cầu hạt trung tính không xử lý vụn tế bào chết hay tấn công vi sinh vật hiệu quả. Không như bạch cầu hạt trung tính, bạch cầu đơn nhân có thể thay thế hàm lượng lysosome và được cho là có tuổi đời hoạt động lâu hơn nhiều. Chúng có nhân hình quả thận và thường không có hạt. Chúng còn sở hữu lượng tế bào chất dồi dào.

## Bạch cầu cố định

Một số bạch cầu di chuyển vào các mô của cơ thể để cư trú cố định tại chỗ đó thay vì nằm trong máu. Những tế bào này thường có tên cụ thể tùy thuộc vào mô mà chúng cư trú, như đại thực bào cố định trong gan, hay còn gọi là tế bào Kupffer. Những tế bào này đóng một vai trò quan trọng trong duy trì chức năng gan.
- Tế bào mô
- Tế bào tua (chúng thường sẽ di chuyển đến các hạch lympho tại chỗ sau khi hấp thụ kháng nguyên)
- Dưỡng bào
- Thần kinh đệm nhỏ

## Công thức bạch cầu
Công thức tế bào máu toàn bộ là một phương pháp xét nghiệm máu đưa vào cả công thức bạch cầu và công thức tính biệt hóa, hay công thức tính từng loại bạch cầu. Sinh hóa máu là một tập hợp các chỉ số mức cao nhất và thấp nhất, thuộc phạm vi kết quả xét nghiệm được xem là bình thường ở người.
Tổng số bạch cầu thông thường ở người trưởng thành là 4000 đến 11.000 WBC/µL máu.
Công thức tính bạch cầu biệt hóa: số/ (%) các loại bạch cầu khác nhau trên một mm3 máu. Hình dưới đây là phạm vi tham chiếu cho nhiều loại bạch cầu trong máu người bình thường:

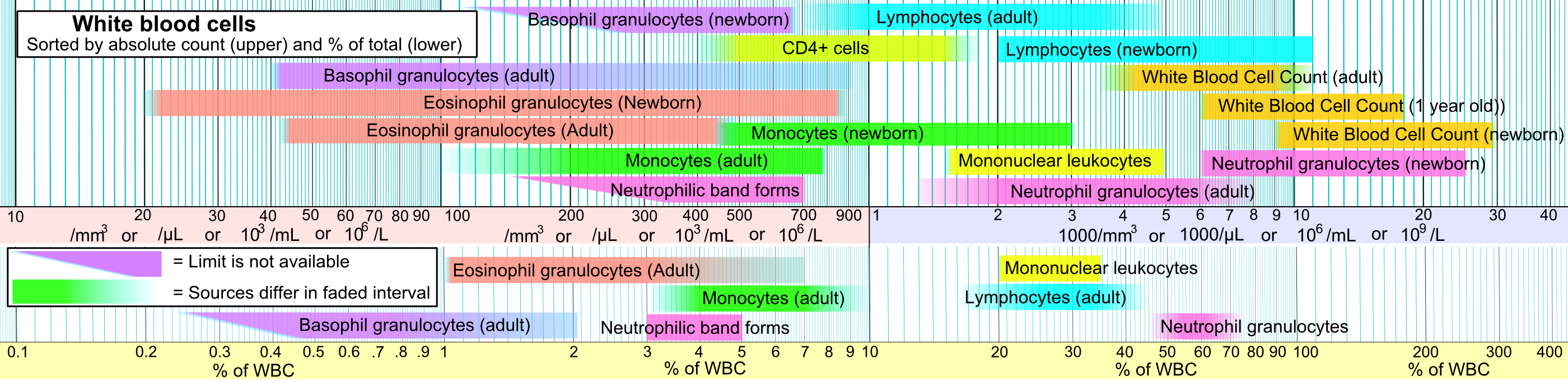